# Independencia (Florida)
Independencia es una localidad uruguaya del departamento de Florida.

## Geografía
La localidad se ubica al suroeste del departamento de Florida entre el río Santa Lucía y el arroyo de la Virgen y sobre la ruta 77. 50 km separan a la localidad de la capital departamental Florida.

## Población
Según el censo del año 2011 la localidad contaba con una población de 396 habitantes.
| 142           | 188 | 286 | 410 | 454 | 396 |
| (Fuente: INE) |     |     |     |     |     |